# كايسي
كيم سو يون (هانغل: 김소연)  المعروفة باسم المسرح كاسي (هانغل: 케이시) هي مغنية كورية جنوبية. ولدت في 6 أكتوبر 1995. ظهرت لأول مرة في عام 2015 وتنافست في برنامج الواقعي مغنيات الراب لغير جميلات 3 عام 2016. أصدرت منذ ذلك الحين مسرحيات الطويلة، منها أريد الحب عام 2018 و״الإرجاع״ عام (2019).

## فيلموغرافيا

### التلفاز
| عام  | اسم العمل         | قناة البث | ملاحظات                                    | المرجع.     |
| ---- | ----------------- | --------- | ------------------------------------------ | ----------- |
| 2016 | أنبريتي رابستار 3 | إمنت      | المتسابق                                   | [ 4 ]       |
| 2019 | ملك المغني القناع | ام بي سي  | المتسابق باسم "المصير" (الحلقات 201 - 202) | [ 5 ] [ 6 ] |

## روابط خارجية
- كايسي على موقع ميوزك برينز (الإنجليزية)